# Knauer
Knauer ist ein deutscher Familienname.

## Namensträger
- Alexandra Knauer (* 1966), deutsche Unternehmerin,  Tochter von Herbert Knauer und Eigentümerin der Firma KNAUER Wissenschaftliche Geräte GmbH
- Anja Knauer (* 1979), deutsche Schauspielerin
- Anna Knauer (* 1995), deutsche Radrennfahrerin
- Arnold Knauer (1931–1981), deutscher Ökonom und Berufsbildungspädagoge
- Arthur Knauer (1874–1964), deutscher Pferdezüchter
- Berthold Knauer (1935–2017), deutscher Werkstoffwissenschaftler und Luftfahrtingenieur
- Bruno Knauer (1910–1977), Kirchenmusiker
- Christian Knauer (* 1952), deutscher Landrat von Aichach-Friedberg
- Christoph Knauer (* 1971), deutscher Rechtsanwalt und Honorarprofessor
- Claudia Knauer (* 1961), Journalistin, Büchereidirektorin und Autorin
- Corinna Ewelt-Knauer (* 1983), deutsche Wirtschaftswissenschaftlerin und Hochschullehrerin
- Elfriede Knauer (1926–2010), deutsche Archäologin
- Emil Knauer (1867–1935), österreichischer Gynäkologe und Geburtshelfer
- Ferdinand Knauer (1824–1889), deutscher Landwirt und Agrarwissenschaftler
- Florian Knauer (* 1975), deutscher Jurist
- Friedrich Knauer (Zoologe) (1850–1926), österreichischer Zoologe
- Friedrich Knauer (Sprachwissenschaftler) (1849–1917), russlanddeutscher Sprachwissenschaftler
- Friedrich Knauer (Physikochemiker) (1897–1979), deutscher Physikochemiker
- Gabriele Knauer (* 1954), deutsche Romanistin und Hochschullehrerin
- Gallus Knauer (1654–1728), Abt des Klosters Langheim
- Georg Knauer (Politiker) (1895–1971), deutscher Politiker (NSDAP, FDP), MdBB
- Georg Friedrich Wilhelm Knauer (1830–1905), deutscher Goldschmied und Juwelier
- Georg Julius Friedrich Knauer (1790–1855), deutscher Goldschmied und Juwelier
- Georg Nicolaus Knauer (1926–2018), deutsch-US-amerikanischer Klassischer Philologe
- Georg Nikolaus Knauer (1796–1873), Reeder, Tabakfabrikant in Altona
- Gustav A. Knauer (1886–1950), deutscher Filmarchitekt
- Hans Knauer (Mediziner) (1895–1952), deutscher Mediziner und Hochschullehrer
- Hans Knauer (Entertainer) (1932–2015), deutscher Entertainer, Autor, Sänger und Komponist
- Heinrich Knauer (1879–1947), Schlagzeuger, Solopauker, Musikpädagoge
- Heinrich Otto Christian Knauer (1719–1781), begründete eine deutsche Gold- und Silberschmiede-Dynastie
- Helmut Knauer (1924–2010), deutscher Kommunalpolitiker (SPD)
- Herbert Knauer (1931–2024), deutscher Ingenieur und Konstrukteur von Anlagen zur HPLC, Bruder von Peter Knauer, Vater von Alexandra Knauer
- Hermann Knauer (1872–1909), deutscher Bauunternehmer und Firmengründer
- Hubert Knauer (* 1897), Stadtinspektor und Widerstandssympathisant
- Hugo Knauer (1924–2008), deutscher Politiker und Bürgermeister der Stadt Herdecke
- Jakob Knauer (* 1999), deutscher Handballspieler
- Joseph Knauer (1764–1844), Großdechant der Grafschaft Glatz, ab 1843 Fürstbischof des Bistums Breslau
- Karl Knauer (Politiker) (1872–1951), deutscher Gewerkschafter und Politiker (SPD)
- Karl Knauer (Romanist) (1906–1966), deutscher Romanist und Hochschullehrer
- Klaus Knauer (* 1949), deutscher Eisschnellläufer
- Lorenz Knauer (* 1953), deutscher Regisseur
- Marlon Knauer (* 1987), deutscher Sänger
- Marko Knauer (* 1982), deutscher Volleyballspieler
- Mathias Knauer (* 1942), Schweizer Filmregisseur
- Mauritius Knauer (1613/14–1664), von 1649 bis 1664 Abt des Zisterzienserklosters Langheim
- Norbert Knauer (1923–2021), deutscher Agrarwissenschaftler und Hochschullehrer
- Paul Knauer-Hase (1878–1938), auch: Paul Hase und Paul Emil Hugo Knauer-Hase, deutscher Maler
- Peter Knauer (1935–2024), katholischer Theologe, Bruder von Herbert Knauer
- Rocky Knauer (* 1951), deutscher Jazzmusiker
- Roland Knauer (* 1957), deutscher Journalist und Autor
- Roswitha Knauer (* 1937), Ehefrau von Herbert Knauer, Mutter von Alexandra Knauer
- Sebastian Knauer (Autor) (* 1949), deutscher Journalist und Schriftsteller
- Sebastian Knauer (Pianist) (* 1971), deutscher Pianist
- Shirley Knauer (* 1976), deutsche Biologin
- Stephanie Knauer (* 1971), deutsche Pianistin, Journalistin und Pädagogin
- Tamina Knauer (* 1994), deutsche Florettfechterin
- Thomas Knauer (16. Jh.), deutscher Kirchenlieddichter
- Thorsten Knauer (* 1980), deutscher Wirtschaftswissenschaftler und Hochschullehrer
- Tim Knauer (* 1981), deutscher Schauspieler
- Vincenz Knauer (1828–1894), österreichischer Benediktiner, Theologe und Philosoph
- Walter Knauer (1937–2013), bayerischer Landespolitiker (SPD)
- Wilhelm Knauer (Politiker) (1861–1944), deutscher Politiker, Gemeindevorsteher von Misburg
- Wilhelm Knauer (Manager) (1868–1935), deutscher Werftmanager
- Willi Knauer (* 1930), deutscher Fußballspieler
- Wolfram Knauer (* 1958), deutscher Musikwissenschaftler und Jazzforscher